# Lago Neagh
O Lago Neagh (em irlandês: Loch nEathach, também referido como Lago de Eochaid), é um lago de água doce da Irlanda do Norte. Com uma área de 392 quilómetros quadrados, é o maior lago das Ilhas Britânicas, figurando entre os quarenta maiores lagos da Europa. Localizado 30 km a oeste de Belfast, tem cerca de 30 km de comprimento e 15 km de largura. É muito superficial em torno das margens, sendo a sua profundidade média de 9 m, embora a sua profundidade máxima seja de 25 m. 

Localização

Dos 4550 km² de área hidrográfica, cerca de 9% situa-se na República da Irlanda e 91% na Irlanda do Norte; no total 43% da área terrestre da Irlanda do Norte é drenada para o lago, posteriormente drenada para norte até ao mar, através do Rio Bann. Como uma de suas fontes é o Upper Bann, o próprio lago pode ser considerado uma parte do Bann. 
Cinco dos seis condados da Irlanda do Norte têm margens sobre o lago: Antrim, Armagh, Down, Derry e Tyrone. Vilas e aldeias perto do lago incluem Antrim, Crumlin, Randalstown, Toomebridge, Ballyronan, Ballinderry, Moortown, Ardboe, Maghery, Lurgan e Magherafelt.